# Lasioglossum solis
Lasioglossum solis är en biart som först beskrevs av Cockerell 1922.  Lasioglossum solis ingår i släktet smalbin, och familjen vägbin. Inga underarter finns listade i Catalogue of Life.